# Luciano Dompig
Luciano Kenneth Freddy Dompig (Amsterdam, 2 maart 1987) is een Nederlands voetballer die als middenvelder speelt
Hij speelde in de jeugd bij Fortius, AFC Ajax en FC Volendam. Daar maakte hij zijn debuut in het betaalde voetbal op 24 maart 2006 tegen Helmond Sport. Dompig speelde verder voor BV Veendam, Almere City FC en Cercle Brugge. Na korte periodes op Cyprus en in Thailand speelt hij sinds 2016 in het amateurvoetbal.

## Carrière
| Seizoen | Club              | Wedstrijden | Doelpunten | Competitie                  |
| ------- | ----------------- | ----------- | ---------- | --------------------------- |
| 2005/06 | FC Volendam       | 2           | 0          | Eerste divisie              |
| 2006/07 | FC Volendam       | 6           | 1          | Eerste divisie              |
| 2007/08 | FC Volendam       | 1           | 0          | Eerste divisie              |
| 2008/09 | BV Veendam        | 14          | 0          | Eerste divisie              |
| 2009/10 | BV Veendam        | 12          | 0          | Eerste divisie              |
| 2010/11 | Almere City FC    | 19          | 1          | Eerste divisie              |
| 2011/12 | Cercle Brugge     | 6           | 1          | Jupiler Pro League          |
| 2012/13 | Akritas Chlorakas |             |            | Cypriotische tweede divisie |
| Totaal  |                   | 60          | 3          |                             |